# احمد همتی مشگینی
احمد همتی مشگینی (زاده ۱۳۱۳، شهر آلنی – درگذشته ۱۵ اسفند ۱۴۰۰، تهران) نماینده دوره‌های اول، دوم، سوم و چهام مجلس شورای اسلامی از حوزه انتخابیه مشگین‌شهر و اولین امام جمعه رسمی مشکین‌شهر بود. 

## زندگی
همتی تحصیلات علوم دینی را در حوزه علمیه اردبیل و قم فرا گرفت. وی آثاری در زمینه شعر و عرفان نیز داشته است. 
او در ۱۵ اسفند ۱۴۰۰ در تهران درگذشت و در زادگاهش شهر آلنی به خاک سپرده شد.

## سبک شعر
نمونه‌ شعر ترکی:
| ذکر اللهی نی یاز اورگونده |  | ساخلا کی بیر بیله یادگار اولماز |
| همتی گر اولماسا دلده تاری |  | دیری لیک انسانا افتخار اولماز   |

نمونه‌ شعر فارسی:
| فساد و عناد و منیت، غرور       |  | کند عاقبت شخص را، قعر گور    |
| هرآن کس که، او را نصیحت بد است |  | تو گویی که گردو، سر گنبد است |

## آثار
- دیوان همتی (شامل اشعار ترکی و فارسی) (در چهار جلد)[۲]
- نوای عشق (شامل احوالات اهل بیت )(در دو جلد)
- سولطان ساوالان
- زندگینامه و خاطرات